# Kivám ad-Daula
Kivám ad-Daula (tudományos átiratban Qiwām ad-Dawla, arab betűkkel قوام الدولة), eredeti nevén Abu l-Favárisz (tudományos átiratban Abū Šuǧāʿ, arab betűkkel أبو الفوارس; Bagdad, 1000 áprilisa – 1028 novembere/decembere) a dajlami származású Buvajhidák dinasztiájának tagja, Kermán fejedelme volt.
Bahá ad-Daula 1012-es halálakor a fejedelemségeit öröklő Szultán ad-Daula Abu l-Favárisz nevű fivérét nevezte ki Kermán helytartójává, amihez al-Kádir kalifától megkapta a Kivám ad-Daula („a dinasztia támasza”) tiszteleti nevet. Amikor fivére Fárszot elhagyva Mezopotámiába ment 1018-ban, a harcias Mahmúd gaznavida szultánnal szövetkezve lerohanta tartományát, ám Szultán ad-Daula visszatérve kiverte onnan. 1024 decemberében, Szultán ad-Daula halálakor ismét keleti szövetségesével próbálta meghódítani annak tartományát, de a kibontakozó háborúban unokaöccse, Abu Kálídzsár Marzbán meg tudta védeni örökségét – mi több, Kivám ad-Daula 1028 végén bekövetkezett halálát követően Kermánt is megszerezte.